# Dekblad
Een dekblad of nappe is in de structurele geologie een plat terrein of gesteente-eenheid die door een aanzienlijke afstand over een horizontaal overschuivingsvlak is verplaatst. Dekbladen werden voor het eerst herkend in de westelijke Alpen waar series dekbladen over elkaar zijn geschoven. Ze ontstaan door grootschalige compressieve tektoniek en zijn kenmerkend voor plooiingsgebergtes en orogene gordels.
Er wordt verschil gemaakt tussen autochtone en allochtone nappes. De laatsten zijn nappes die van "ver" komen. Op de schaal van hele gebergtes wordt met allochtoon meestal bedoeld dat de nappe een deel van een ander paleocontinent is dan de eenheid waar hij op ligt.
Een "gat" in een nappe wordt wel een venster genoemd, een los stuk nappe een klippe.